# ゆるゆり (アニメ)
『ゆるゆり』は、なもりによる同名の漫画を原作とした日本のアニメ作品。

## 沿革
第1期『ゆるゆり』
2011年7月から9月まで放送。全12話。キャッチコピーは「笑われればいいと思うよ。」。
各話アバンタイトルは、主人公のあかりによるタイトルコール（本人曰く「唯一の仕事」）から始まるのだが、第2話以降では本編のように、あかりの存在感が薄く不遇という設定が反映されている。
CM前後のアイキャッチは個々のキャラクターの走り姿や様々な表情に焦点を当てた内容で、10秒と長めに作られている。アイキャッチのBGMには登場キャラクターのキャラクターソング（詳細は「ゆるゆりのうたシリーズ♪」を参照）の、オフヴォーカル版が用いられている。
第2期『ゆるゆり♪♪』
2012年7月から9月まで放送。全12話。キャッチコピーは「もう1回、笑われればいいと思うよ。」。
各話アバンタイトルとCM前後のアイキャッチの作りは、第1期とほぼ同じ。
原作では「登場人物たちは年を取らない」ということを主要人物たちが理解しているという設定だったが、アニメ版では「同じ時間・イベントを繰り返していることに気づいていない」という風に描写されている。
OVA『ゆるゆり なちゅやちゅみ！』
2014年2月9日に開催された「冬なのに、ごらく部☆なちゅまつり」にて、新作アニメーションの制作が決定し、後にOVAで制作し劇場上映を予定していることが発表された。またその後、AnimeJapan 2014にて開催された『ゆるゆり スペシャルステージ』において、スタッフやキービジュアルなどの詳細が公表された。
OVA発売に先行して2014年11月29日より劇場上映が実施され、劇場上映版に新作カットを追加したものがディレクターズ・カット版として2015年2月18日にBD（PCXG-50178）・DVD（PCBG-52299）が発売された。
2015年3月にCS放送、7月には地上波でもテレビ放送された。映像ソフト版にCM前後のアイキャッチが加えられたほか、表現にも若干の修正が施されている。
本作より制作会社がTYOアニメーションズに変更となり、スタッフも一新された。
特別編『ゆるゆり なちゅやちゅみ！+』
OVAの続編として2015年8月と9月に放送。全2話。
地上波放送後、原作者なもり描き下ろしによるWEB版次回予告『ゆるゆり はっぴーごーらっきー』がYouTubeに公開された。
第3期『ゆるゆり さん☆ハイ！』
2015年10月から12月まで放送。キャッチコピーは「変わらない毎日がまだまだ続くんだ」。
2015年3月7日放送のニコニコ生放送「『ゆるゆり なちゅやちゅみ！』P'sLIVE直前！ ごらく部らいぶ ぷれいばっく！」にて製作が発表され、『七森中♪やがいふぇす』にて同年10月より放送開始予定と発表された。第2期まであった｢＼アッカリーン／｣から始まる冒頭のアバンタイトルがなくなり、CM前後のアイキャッチの方式は第1・2期のものから短い一枚絵に変更された。
特別編同様に地上波放送後、WEB版次回予告『「ゆるゆり さん☆ハイ！」はっぴごーらっきー』がYouTubeに公開された。
本作の放送終了後、テレ東系全系列局で放送される深夜アニメは2016年10月開始の『夏目友人帳 伍』まで一時途絶えた。
OVA『ゆるゆり、』
クラウドファンディング限定版が2019年9月（リターン商品）、一般発売が同年11月13日発売。一般販売版はエンドクレジットに出資者名の一覧がない（その分ED曲が短い）ほか、新たに追加された劇伴とOPED曲のショートバージョンを収録したサウンドトラックCDが同梱。またジャケットやBlu-ray盤面の絵柄にも違いがある。
2018年4月22日、東京・代々木の山野ホールにて開催された「七森中☆ごらく部」7周年記念イベント『七森中♪はっぴ〜ば〜すで〜』にて、連載10周年を記念した新作オリジナルアニメーションの制作決定が発表された。タイトルは10周年にちなんで英語で「10」を意味する「テン（TEN）」と読点の「、」をかけて「ゆるゆり、（仮）」。その後、同年12月18日にスタッフが発表され、25日にはクラウドファンディング企画がスタートした。
アニメーション制作はLay-duceに変更され、スタッフもほとんど一新されたほか、音響監督・音楽は第1・2期と同じスタッフに戻っている。当初はキャラクターデザイン・総作画監督を井上和俊と発表されていたが、後に鵠沼亮介に変更されている。

## 登場人物
- 赤座 あかり（あかざ あかり） - 声：三上枝織
- 歳納 京子（としのう きょうこ） - 声：大坪由佳
- 船見 結衣（ふなみ ゆい） - 声：津田美波
- 吉川 ちなつ（よしかわ ちなつ） - 声：大久保瑠美
- 杉浦 綾乃（すぎうら あやの）- 声：藤田咲
- 池田 千歳（いけだ ちとせ）- 声：豊崎愛生
- 大室 櫻子（おおむろ さくらこ）- 声：加藤英美里
- 古谷 向日葵（ふるたに ひまわり）- 声：三森すずこ

## スタッフ
|                               | 第1期                                                      | 第2期                                                      | OVA1                                                       | 特別編                                                     | 第3期                                                      | OVA2                                                     |
| ----------------------------- | ---------------------------------------------------------- | ---------------------------------------------------------- | ---------------------------------------------------------- | ---------------------------------------------------------- | ---------------------------------------------------------- | -------------------------------------------------------- |
| 原作                          | なもり（一迅社「コミック百合姫」連載）                     | なもり（一迅社「コミック百合姫」連載）                     | なもり（一迅社「コミック百合姫」連載）                     | なもり（一迅社「コミック百合姫」連載）                     | なもり（一迅社「コミック百合姫」連載）                     | なもり（一迅社「コミック百合姫」連載）                   |
| 監督                          | 太田雅彦                                                   | 太田雅彦                                                   | 畑博之                                                     | 畑博之                                                     | 畑博之                                                     | 山岸大悟                                                 |
| 助監督                        | 大隈孝晴（副監督）                                         | 大隈孝晴（副監督）                                         | N/A                                                        | 平牧大輔                                                   | N/A                                                        | N/A                                                      |
| シリーズ構成                  | あおしまたかし                                             | あおしまたかし                                             | N/A                                                        | 畑博之、深見真                                             | 畑博之、深見真                                             | N/A                                                      |
| キャラクターデザイン          | 中島千明                                                   | 中島千明                                                   | 谷口元浩                                                   | 谷口元浩                                                   | 谷口元浩                                                   | 鵠沼亮介（総作画監督）                                   |
| プロップデザイン              | 谷口淳一郎 （小物）                                        | N/A                                                        | 谷口元浩、佐々木敬子 鈴木彩乃 （デザインワークス）         | 鈴木彩乃、西田美弥子 山内大輔                              | 鈴木彩乃、西田美弥子 山内大輔                              | N/A                                                      |
| メインアニメーター            | N/A                                                        | N/A                                                        | N/A                                                        | N/A                                                        | N/A                                                        | 井上和俊、西島翔平 金井千夏                              |
| 美術監督                      | 鈴木俊輔                                                   | 鈴木俊輔                                                   | 柴田千佳子                                                 | 柴田千佳子                                                 | 柴田千佳子                                                 | 柴田千佳子                                               |
| 美術設定                      | 鈴木俊輔                                                   | 鈴木俊輔                                                   | 松本吉勝                                                   | 松本吉勝                                                   | 松本吉勝                                                   | 柴田千佳子                                               |
| 色彩設計                      | 真壁源太                                                   | 真壁源太                                                   | 佐田絵里花                                                 | 佐田絵里花                                                 | 佐田絵里花                                                 | 岩沢れい子                                               |
| 撮影監督                      | 桑野貴文                                                   | 佐々木正典                                                 | 岩井和也                                                   | 岩井和也                                                   | 岩井和也                                                   | 福田光                                                   |
| 3D監督                        | N/A                                                        | N/A                                                        | 濱村敏郎                                                   | 濱村敏郎                                                   | 濱村敏郎                                                   | N/A                                                      |
| 編集                          | 小野寺絵美                                                 | 小野寺絵美                                                 | 坪根健太郎                                                 | 坪根健太郎                                                 | 坪根健太郎                                                 | 定松剛                                                   |
| 音響監督                      | えびなやすのり                                             | えびなやすのり                                             | 岩浪美和                                                   | 岩浪美和                                                   | 岩浪美和                                                   | えびなやすのり                                           |
| 音楽                          | 三澤康広                                                   | 三澤康広                                                   | 藤澤慶昌                                                   | 藤澤慶昌                                                   | 藤澤慶昌                                                   | 三澤康広                                                 |
| 音楽プロデューサー            | 堀切伸二                                                   | 堀切伸二                                                   | 堀切伸二                                                   | 堀切伸二                                                   | 堀切伸二                                                   | 坪井亮祐                                                 |
| 音楽プロデューサー            | N/A                                                        | N/A                                                        | N/A                                                        | 小松亜佐美                                                 | 小松亜佐美                                                 | 坪井亮祐                                                 |
| 音楽制作                      | ポニーキャニオン                                           | ポニーキャニオン                                           | ポニーキャニオン                                           | ポニーキャニオン                                           | ポニーキャニオン                                           | ポニーキャニオン                                         |
| プロデューサー                | 川原陽子（特別編以降はプロデュース）、中村成太郎、大野亮介 | 川原陽子（特別編以降はプロデュース）、中村成太郎、大野亮介 | 川原陽子（特別編以降はプロデュース）、中村成太郎、大野亮介 | 川原陽子（特別編以降はプロデュース）、中村成太郎、大野亮介 | 川原陽子（特別編以降はプロデュース）、中村成太郎、大野亮介 | 野島鉄平、星野健人 工藤雅世、西川和良 吉田健人、伊東紀子 |
| プロデューサー                | 吉澤隆                                                     | 吉澤隆                                                     | 清水美佳、工藤雅世、大室正勝                               | 清水美佳、工藤雅世、大室正勝                               | 清水美佳、工藤雅世、大室正勝                               | 野島鉄平、星野健人 工藤雅世、西川和良 吉田健人、伊東紀子 |
| プロデューサー                | 吉澤隆                                                     | 吉澤隆                                                     | 西川和良                                                   | 坪井亮祐、深尾聡志                                         | 坪井亮祐、深尾聡志                                         | 野島鉄平、星野健人 工藤雅世、西川和良 吉田健人、伊東紀子 |
| アニメーション プロデューサー | 福土多鶴子                                                 | 鎌田肇                                                     | 後藤史臣                                                   | 後藤史臣                                                   | 後藤史臣                                                   | N/A                                                      |
| アニメーション制作            | 動画工房                                                   | 動画工房                                                   | TYOアニメーションズ                                        | TYOアニメーションズ                                        | TYOアニメーションズ                                        | Lay-duce                                                 |
| 製作                          | 七森中ごらく部                                             | 七森中ごらく部                                             | 七森中ごらく部                                             | 七森中ごらく部                                             | 七森中ごらく部                                             | 七森中ごらく部                                           |
| 製作                          | N/A                                                        | N/A                                                        | N/A                                                        | N/A                                                        | N/A                                                        | [ 注釈 3 ]                                               |

## 制作

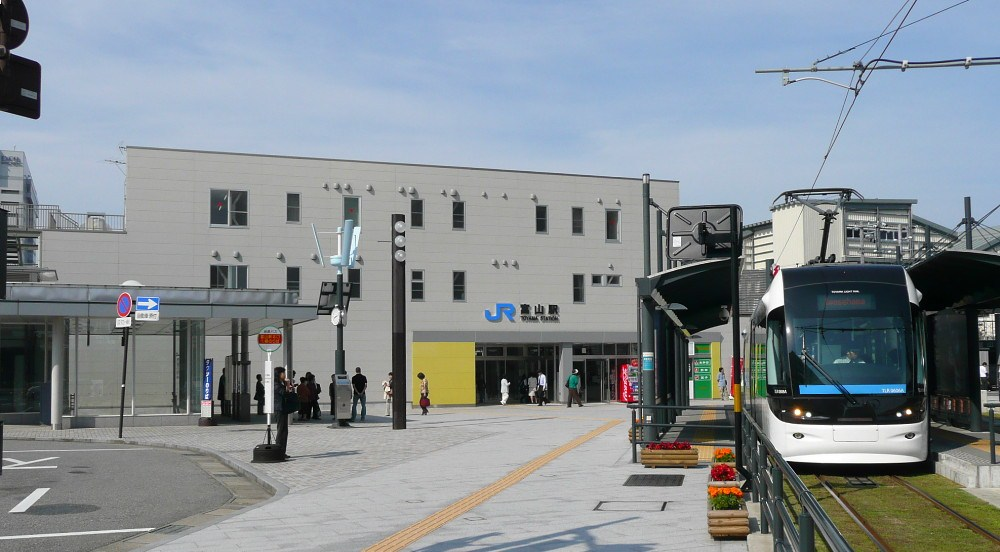
アニメ第1期第5話に登場する富山駅（北口）。北陸新幹線工事中の仮駅舎である。

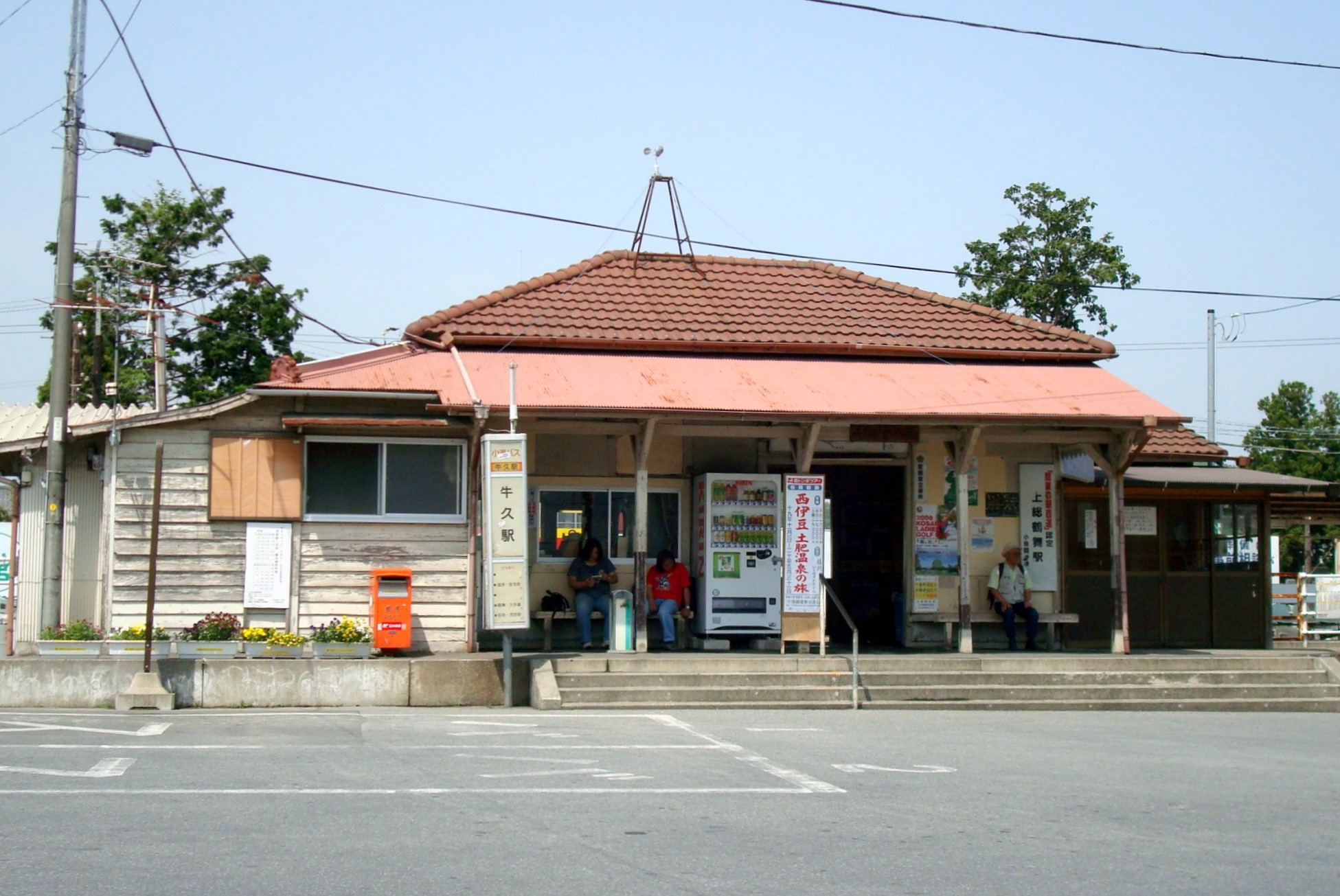
アニメ第1期第4話や第2期第5話に登場する上総牛久駅。

第1巻が発売した時点で女子校出身のプロデューサーの目に留まり、そのことがアニメ化のきっかけになったという。アニメ版のキャスティングは、ごらく部メンバーには新人声優を配し、生徒会メンバーには人気声優を配するという方向性で行われた。
原作をベースに制作されているが、アニメオリジナルの話や設定もある。1話分の構成は、複数の原作エピソードを繋げた形となっている。原作では男性教師が登場していた場面をアニメ版では女性教師に差し替えるなど、基本的に端役も含めて女性しか登場しない作品として描かれている。
制作会社は、第1期と第2期が動画工房で、OVA第1作・特別編・第3期がTYOアニメーションズ（現・ゆめ太カンパニー）、OVA第2作がLay-duceと異なっており、またスタッフも異なっていることもあり、第1・2期とOVA第1作・特別編・第3期とOVA第2作とでは、キャラクターデザイン・舞台美術・背景といった作画やBGMなどが異なっている。
放送はすべてテレビ東京系列。

## 主題歌・挿入歌
第1期
オープニングテーマ「ゆりゆららららゆるゆり大事件」
作詞 - 三弥 / 作曲 - イイジマケン / 編曲 - イイジマケン、ピエール / 歌 - 七森中☆ごらく部
サビの最後の「大事件」というフレーズが「愛知県」と聴こえることがネットコミュニティ等で話題になった。
アニメ制作側もこのネタを好意的に受け止め、『ゆりゆららららゆるゆり愛☆知☆県♪』と題したファンイベントを愛知県名古屋市中区の東別院ホールにて開催した。
エンディングテーマ「マイペースでいきましょう」
作詞 - Funta3 / 作曲・編曲 - Funta7 / 歌 - 七森中☆ごらく部
挿入歌「魔女っ娘ミラクるん♪」（第1話、第5話、第7話、第12話）
作詞 - Funta7 / 作曲・編曲 - Funta3 / 歌 - 魔女っ娘ミラクるん（竹達彩奈）

第2期
オープニングテーマ
「いぇす！ゆゆゆ☆ゆるゆり♪♪」（第1話 - 第5話、第7話 - 第10話、第12話）
作詞・作曲 - 杉浦ラフィン誠一郎 / 編曲 - Funta7 / 歌 - 七森中☆ごらく部
第12話では挿入歌としても使用。
「よんでミラクるん！」（第6話）
作詞 - 深青結希 / 作曲 - 若林充 / 編曲 - 田中俊裕 / 歌 - 魔女っ娘ミラクるん（竹達彩奈）
「ゆりゆららららゆるゆり大事件」（第11話）
作詞 - 三弥 / 作曲 - イイジマケン / 編曲 - イイジマケン、ピエール / 歌 - 七森中☆ごらく部
曲の一部が使用されたのみで、クレジット表記は無し。

エンディングテーマ
「100%ちゅ〜学生」（第1話 - 第7話、第9話 - 第12話）
作詞 - イイジマケン、sae / 作曲・編曲・サウンドプロデュース - イイジマケン / 歌 - 七森中☆ごらく部
「ガールズパワーで」（第8話）
作詞 - Funta3 / 作曲 - 松井俊介 / 編曲 - 高木洋 / 歌 - 結衣（津田美波）&ちなつ（大久保瑠美）

挿入歌
「魔女っ娘ミラクるん♪」（第1話）
作詞 - Funta7 / 作曲・編曲 - Funta3 / 歌 - 魔女っ娘ミラクるん（竹達彩奈）
「ぴゅあぴゅあミラクるん」（第6話）
作詞 - 辻純夏 / 作曲 - 土屋知幸 / 編曲 - 塚本けむ / 歌 - 魔女っ娘ミラクるん（竹達彩奈）
「みんなだいすきのうた」（第11話）
作詞・作曲 - 杉浦ラフィン誠一郎 / 編曲 - スワベック・コバレフスキ / 歌 - 赤座あかり（三上枝織）

OVA第1作
オープニングテーマ「ゆるゆりんりんりんりんりん」
作詞・作曲・サウンドプロデュース - イイジマケン / 編曲 - イイジマケン、沢田タッツ / 歌 - 七森中☆ごらく部
エンディングテーマ「アフタースクールデイズ」
作詞 - Funta3 / 作曲・編曲 - Funta7 / 歌 - 七森中☆ごらく部

特別編
オープニングテーマ「ゆりしゅらしゅしゅしゅ」
作詞・作曲・編曲 - 玉屋2060% / 歌 - 七森中☆ごらく部
エンディングテーマ「おひるねゆにばーす」
作詞・作曲 - 杉浦ラフィン誠一郎 / 編曲 - 梅堀淳、杉浦ラフィン誠一郎
歌（+1） - 七森中☆ごらく部 / 歌（+2） - 七森中☆生徒会（藤田咲、豊崎愛生、加藤英美里、三森すずこ）

第3期
オープニングテーマ「ちょちょちょ!ゆるゆり☆かぷりっちょ!!!」（#01 - #11）
作詞 - 高瀬愛虹 / 作曲 - no_my / 編曲 - Funta7 / 歌 - 七森中☆ごらく部
エンディングテーマ
「あっちゅ〜ま青春！」（#01 - #11）
作詞 - 高瀬愛虹 / 作曲 - no_my / 編曲 - 梅堀淳 / 歌 - 七森中☆ごらく部
「きみがくれたシャイニーストーリー」（#12）
作詞・作曲・編曲 - 村山シベリウス達彦 / 歌 - 七森中☆ごらく部

OVA第2作
オープニングテーマ「ゆるゆり、てんやわんや☆」
作詞・作曲・編曲・サウンドプロデュース - イイジマケン / 歌 - 七森中☆ごらく部
エンディングテーマ「リピってチャイム♪」
作詞 - 高瀬愛虹 / 作曲 - no_my / 編曲 - Funta7 / 歌 - 七森中☆ごらく部
挿入歌「みんなだいすきのうた」
作詞・作曲 - 杉浦ラフィン誠一郎 / 編曲 - スワベック・コバレフスキ / 歌 - 赤座あかり（三上枝織）

## 評価

### 売上
Blu-ray第1期第1巻の初週売上は8,367枚を記録しており、週間Blu-rayアニメランキングでは9位となっている。

### 批評
あにぶのUemtは本作について、女性キャラクターだけでのんびりとした時間を過ごす日常風景がメインとなり、登場人物たちの友達以上恋人未満な関係をゆるく描いているとしており、それ故に百合が得意でない人であっても楽しめる作品となっていると述べている。また、ちなつと京子、京子と綾乃などの複数のカップリングの行方を見守ることが本作を楽しむためのポイントだとしている。

### 受賞歴
- 第17回アニメーション神戸賞 作品賞・テレビ部門[22]
- 平成アニソン大賞 ユーザー投票賞（2010年 - 2019年）『ゆりゆららららゆるゆり大事件』[23]

## 各話リスト
| 話数   | サブタイトル                                          | 脚本            | 絵コンテ                     | 演出                      | 作画監督                                                                                            | 総作画監督          | 放送日        |
| 第1期  | 第1期                                                 | 第1期           | 第1期                        | 第1期                     | 第1期                                                                                               | 第1期               | 第1期         |
| ------ | ----------------------------------------------------- | --------------- | ---------------------------- | ------------------------- | --------------------------------------------------------------------------------------------------- | ------------------- | ------------- |
| 第1話  | 中学デビュー！                                        | あおしまたかし  | 太田雅彦                     | 荒井省吾                  | 皆川一徳、いずみひろよ                                                                              | 中島千明            | 2011年 7月5日 |
| 第2話  | 私とあなたと生徒会♥                                   | 子安秀明        | 中西伸彰                     | 中西伸彰                  | 伊藤大翼、平塚知哉 YOO YONG-JUN                                                                     | 谷口淳一郎          | 7月12日       |
| 第3話  | ウチくる!? …いくいくっ！                              | 杉原研二        | 藤澤俊幸                     | 矢花馨                    | 菊永千里                                                                                            | 中島千明            | 7月19日       |
| 第4話  | 夏の大収穫祭                                          | 鴻野貴光        | 誌村宏明                     | 小野田雄亮                | 尾崎綾子、片岡千春、川口理恵                                                                        | 谷口淳一郎          | 7月26日       |
| 第5話  | あかりとかミンミンゼミとかなく頃に                    | あおしまたかし  | 太田雅彦 工藤利春            | 工藤利春                  | 越智信次、鳥山冬美、山田歩                                                                          | 中島千明            | 8月2日        |
| 第6話  | あーと☆あーたー☆あーちすと                            | 子安秀明        | 柳瀬雄之                     | 荒井省吾                  | 吉田隆彦、谷口繁則、尾尻進矢                                                                        | 谷口淳一郎          | 8月9日        |
| 第7話  | くり済ませり                                          | 杉原研二        | 太田雅彦 伊矢見勇三          | QZo                       | 伊藤大翼、皆川一徳 谷口元浩、藤田正幸                                                               | 中島千明            | 8月16日       |
| 第8話  | エイプリルフール                                      | 鴻野貴光        | 博多正寿                     | 矢花馨                    | 柳瀬雄之、菊永千里、海保仁美                                                                        | 谷口淳一郎          | 8月23日       |
| 第9話  | 今年の夏はこわくない                                  | 子安秀明        | おざわかずひろ               | おざわかずひろ            | YOO YONG-JUN                                                                                        | 中島千明            | 8月30日       |
| 第10話 | 修学旅行というが、 私たちは一体何を学び修めたのだろう | 杉原研二        | 誌村宏明                     | 福本潔                    | 山田歩、酒井智史、舘崎大 鳥山冬美、村上龍一                                                         | 谷口淳一郎          | 9月6日        |
| 第11話 | わたしたちのごらく部                                  | あおしまたかし  | 太田雅彦 伊矢見勇三 工藤利春 | 荒井省吾                  | 尾尻進矢、谷口元浩、橋口隼人 藤田正幸、内野明雄                                                     | 中島千明            | 9月13日       |
| 第12話 | みんなでポカポカ合宿へ                                | 鴻野貴光        | 博多正寿                     | 太田雅彦 荒井省吾         | 皆川一徳、伊藤大翼、菊永千里 山崎輝彦、池田広明、赤尾良太郎 中島千明、大隈孝晴                      | 谷口淳一郎          | 9月20日       |
| 第2期  |                                                       |                 |                              |                           | |                     |               |
| 第1話  | 帰ってきた主人公                                      | あおしまたかし  | 太田雅彦                     | 荒井省吾                  | 尾尻進矢、中島千明                                                                                  | 中島千明            | 2012年 7月3日 |
| 第2話  | ゆるゆりなる日々なるなり                              | 子安秀明        | 工藤利春                     | 工藤利春                  | 山田歩                                                                                              | 越智信次            | 7月10日       |
| 第3話  | チョコと涙と女と女と磯辺揚げ                          | 杉原研二        | 三原武憲                     | 三原武憲                  | 菊永千里                                                                                            | 中島千明 尾尻進矢   | 7月17日       |
| 第4話  | ひっちゅ                                              | 鴻野貴光        | 矢花馨                       | 矢花馨                    | 伊藤大翼、鳥山冬美、平野勇一                                                                        | 越智信次            | 7月24日       |
| 第5話  | 日本の夏 ゆるめの夏                                   | 子安秀明        | 誌村宏明                     | かわこしたかひろ          | 酒井智史、宇佐まゆみ、鳥山冬美                                                                      | 中島千明 尾尻進矢   | 7月31日       |
| 第6話  | 【速報】ゆるゆり完売                                  | あおしまたかし  | 太田雅彦                     | 荒井省吾                  | 池田広明、小宮山由美子、藤田正幸                                                                    | 越智信次            | 8月7日        |
| 第7話  | 姉妹事情あれこれそれどれ                              | 鴻野貴光        | 三原武憲                     | 三原武憲                  | 谷口元浩、橋口隼人                                                                                  | 中島千明 尾尻進矢   | 8月14日       |
| 第8話  | ちなつ無双                                            | 杉原研二        | 矢花馨                       | 工藤利春                  | 鳥山冬美、大河原晴男 長谷川亨雄、熊田亜輝                                                           | 越智信次            | 8月21日       |
| 第9話  | 何かありそうで何もなさそうな日                        | 鴻野貴光        | 博多正寿                     | 福本潔                    | 小泉初栄、伊藤大翼、清水勝祐                                                                        | 中島千明 尾尻進矢   | 8月28日       |
| 第10話 | 修学旅行R                                             | 杉原研二        | 矢花馨                       | 矢花馨                    | 菊永千里                                                                                            | 越智信次            | 9月4日        |
| 第11話 | 時をかけるあかり                                      | 太田雅彦        | 太田雅彦                     | 荒井省吾                  | 谷口元浩、尾尻進矢 嶋田和晃、池田広明                                                               | 中島千明 尾尻進矢   | 9月11日       |
| 第12話 | さらば主人公、また会う日まで                          | あおしまたかし  | 太田雅彦 三原武憲            | 福本潔                    | 尾尻進矢、鳥山冬美、小泉初栄 長谷川亨雄、半澤淳、きみしま幾智 久保茉莉子、川島尚、狩野正志          | 越智信次 中島千明   | 9月18日       |
| OVA    |                                                       |                 |                              |                           | |                     |               |
| OVA    | ゆるゆり なちゅやちゅみ！                             | 横手美智子      | 畑博之                       | 平牧大輔 畑博之           | 滝吾郎、湯川純、鈴木彩乃 新号靖、嶺図、大河原晴男 片岡千春、崎口さおり、薮田裕希 関崎高明、谷口元浩 | 谷口元浩            | 2015年 3月8日 |
| 特別編 |                                                       |                 |                              |                           | |                     |               |
| +1     | ゆるゆり なちゅやちゅみ！+ +1                         | 畑博之          | 畑博之                       | 片貝慎                    | 谷口元浩                                                                                            | 谷口元浩            | 8月21日       |
| +2     | ゆるゆり なちゅやちゅみ！+ +2                         | 深見真          | 平牧大輔                     | 平牧大輔                  | 臼田美夫                                                                                            | 谷口元浩            | 9月18日       |
| 第3期  |                                                       |                 |                              |                           | |                     |               |
| #01    | それは、すなわち、娯楽の始まり                        | 深見真          | 畑博之                       | 柴田彰久 畑博之           | 山内大輔                                                                                            | 小野田将人          | 10月6日       |
| #02    | さぁおびえるがいい                                    | 滝川廉治 深見真 | 山本裕介                     | タチバナコウスケ          | 大谷道子、湯川純、薮田裕希                                                                          | 谷口元浩            | 10月13日      |
| #03    | 自覚無し                                              | 滝川廉治 畑博之 | 片貝慎                       | 片貝慎                    | 上野卓志、吉岡敏幸、鈴木彩乃                                                                        | 小野田将人          | 10月20日      |
| #04    | その夜は、みんなの想いをつないでゆく。                | 畑博之          | 浅野勝也                     | 浅野勝也                  | 野田智弘、浅野勝也、内原茂                                                                          | 谷口元浩            | 10月27日      |
| #05    | 少女は、闇に落ちる。                                  | 深見真          | 片貝慎                       | 片貝慎 ありえゆうき       | 山内大輔、関崎高明、鈴木彩乃 吉岡敏幸、松浦里美、臼田美夫 滝吾郎、藤岡真紀、安田京弘 荒木弥緒       | 小野田将人 谷口元浩 | 11月3日       |
| #06    | 見えない顔は、其処にある。                            | 深見真          | 大嶋博之                     | きみやしげる              | 原田峰文、片岡千春 大谷道子、上原史也                                                               | 谷口元浩            | 11月10日      |
| #07    | 忘れられない一日になる                                | 加百優喜雄      | 平牧大輔                     | 平牧大輔                  | 菅原浩喜、菊地勝則、相良理央 秋葉徹、梅下麻奈未、阿部加奈子 鶴田愛、小野歩                          | 谷口元浩 小野田将人 | 11月17日      |
| #08    | それは、誰もが手にする笑顔のカケラ。                  | 畑博之          | 畑博之 柴田彰久              | 畑博之 名取孝浩           | 原勝徳、吉岡敏幸 内原茂、関崎高明                                                                   | 谷口元浩            | 11月24日      |
| #09    | それは、小さな愛と、少しの勇気の物語。                | 畑博之          | 相澤伽月 片貝慎 柴田彰久     | きみやしげる ありえゆうき | 山内大輔、滝吾郎、吉田隆彦 野田智弘、鈴木信一、阿部加奈子 畠山佳苗、大橋圭、鶴田愛 高橋和徳         | 谷口元浩 小野田将人 | 12月1日       |
| #10    | 君とならいつまでも                                    | 畑博之          | 片貝慎                       | 片貝慎                    | 原田峰文、片岡千春、大谷道子 上原史也、藪田裕希、橋本純一                                           | 谷口元浩 小野田将人 | 12月8日       |
| #11    | どうあがいても土壺                                    | 深見真          | 浅野勝也                     | 浅野勝也                  | 山崎展義                                                                                            | 谷口元浩 小野田将人 | 12月15日      |
| #12    | 満開桜に浪漫の嵐                                      | 深見真          | 畑博之                       | 平牧大輔 畑博之           | 野田智弘、滝吾郎、山内大輔 内原茂、吉岡敏幸、臼田美夫 阿蒜晃士、鈴木彩乃、小野田将人 谷口元浩       | 谷口元浩 小野田将人 | 12月22日      |
| OVA2   |                                                       |                 |                              |                           | |                     |               |
| OVA    | ゆるゆり、                                            | タカヒロ        | 山岸大悟                     | 山岸大悟                  | 永作友克、都築裕佳子 井上和俊、西島翔平                                                             | 鵠沼亮介            | -             |

## 放送局
| 放送期間                | 放送時間                     | 放送局         | 対象地域       | 備考                      |
| ----------------------- | ---------------------------- | -------------- | -------------- | ------------------------- |
| 2011年7月5日 - 9月20日  | 火曜 2:00 - 2:30（月曜深夜） | テレビ東京     | 関東広域圏     |                           |
| 2011年7月6日 - 9月21日  | 水曜 2:03 - 2:33（火曜深夜） | テレビせとうち | 岡山県・香川県 |                           |
|                         | 水曜 2:30 - 3:00（火曜深夜） | テレビ北海道   | 北海道         |                           |
| 2011年7月8日 - 9月23日  | 金曜 3:00 - 3:30（木曜深夜） | テレビ愛知     | 愛知県         |                           |
| 2011年7月10日 - 9月25日 | 日曜 2:55 - 3:25（土曜深夜） | テレビ大阪     | 大阪府         |                           |
| 2011年7月11日 - 9月26日 | 月曜 11:00 - 11:30           | AT-X           | 日本全域       | CS放送 / リピート放送あり |

| 放送期間               | 放送時間                     | 放送局         | 対象地域       | 備考                      |
| ---------------------- | ---------------------------- | -------------- | -------------- | ------------------------- |
| 2012年7月3日 - 9月18日 | 火曜 2:00 - 2:30（月曜深夜） | テレビ東京     | 関東広域圏     |                           |
|                        | 火曜 10:30 - 11:00           | AT-X           | 日本全域       | CS放送 / リピート放送あり |
| 2012年7月4日 - 9月19日 | 水曜 2:03 - 2:33（火曜深夜） | テレビせとうち | 岡山県・香川県 |                           |
| 2012年7月5日 - 9月20日 | 木曜 3:33 - 4:03（水曜深夜） | TVQ九州放送    | 福岡県         | 第1期は未放送             |
| 2012年7月6日 - 9月21日 | 金曜 3:00 - 3:30（木曜深夜） | テレビ愛知     | 愛知県         |                           |
| 2012年7月7日 - 9月22日 | 土曜 2:40 - 3:10（金曜深夜） | テレビ大阪     | 大阪府         |                           |
|                        | 土曜 3:00 - 3:30（金曜深夜） | テレビ北海道   | 北海道         |                           |

| 放送日        | 放送時間                     | 放送局             | 対象地域   | 備考                                         |
| ------------- | ---------------------------- | ------------------ | ---------- | -------------------------------------------- |
| 2015年3月8日  | 日曜 22:00 - 23:03           | AT-X               | 日本全域   | CS放送 / リピート放送あり / 劇場上映版を放送 |
| 2015年7月26日 | 日曜 3:35 - 4:45（土曜深夜） | テレビ東京         | 関東広域圏 | ディレクターズ・カット版を放送               |
| 2015年8月13日 | 木曜 1:03 - 2:18（水曜深夜） | チューリップテレビ | 富山県     | ディレクターズ・カット版を放送               |

| 放送日        | 放送時間                     | 放送局             | 対象地域   | 備考   |
| ------------- | ---------------------------- | ------------------ | ---------- | ------ |
| 2015年8月21日 | 金曜 3:05 - 3:35（木曜深夜） | テレビ東京         | 関東広域圏 |        |
| 2015年10月4日 | 日曜 1:53 - 2:23（土曜深夜） | チューリップテレビ | 富山県     |        |
|               | 日曜 16:40 - 17:05           | AT-X               | 日本全域   | CS放送 |

| 放送期間       | 放送時間                     | 放送局             | 対象地域   | 備考   |
| -------------- | ---------------------------- | ------------------ | ---------- | ------ |
| 2015年9月18日  | 金曜 2:35 - 3:05（木曜深夜） | テレビ東京         | 関東広域圏 |        |
| 2015年10月4日  | 日曜 17:05 - 17:30           | AT-X               | 日本全域   | CS放送 |
| 2015年10月11日 | 日曜 1:53 - 2:23（土曜深夜） | チューリップテレビ | 富山県     |        |

| 放送期間                       | 放送時間                     | 放送局             | 対象地域       | 備考                      |
| ------------------------------ | ---------------------------- | ------------------ | -------------- | ------------------------- |
| 2015年10月6日 - 2015年12月22日 | 火曜 2:05 - 2:35（月曜深夜） | テレビ東京         | 関東広域圏     |                           |
|                                | 火曜 3:00 - 3:30（月曜深夜） | TVQ九州放送        | 福岡県         |                           |
| 2015年10月7日 - 2015年12月23日 | 水曜 2:35 - 3:05（火曜深夜） | テレビ北海道       | 北海道         |                           |
| 2015年10月8日 - 2015年12月24日 | 木曜 2:35 - 3:05（水曜深夜） | テレビ愛知         | 愛知県         |                           |
|                                | 木曜 3:05 - 3:35（水曜深夜） | テレビ大阪         | 大阪府         |                           |
| 2015年10月9日 - 2015年12月25日 | 金曜 2:15 - 2:45（木曜深夜） | テレビせとうち     | 岡山県・香川県 |                           |
|                                | 金曜 23:00 - 23:30           | AT-X               | 日本全域       | CS放送 / リピート放送あり |
| 2015年10月18日 - 2016年1月17日 | 日曜 1:53 - 2:23（土曜深夜） | チューリップテレビ | 富山県         |                           |

## ネット配信
| 配信開始日    | 配信時間                     | 配信サイト         | 備考 |
| ------------- | ---------------------------- | ------------------ | ---- |
| 2011年7月12日 | 火曜 0:00 - 0:30（月曜深夜） | ニコニコ生放送     |      |
|               | 火曜 0:30 更新（月曜深夜）   | ニコニコチャンネル |      |
|               | 火曜 更新                    | あにてれしあたー   |      |

| 配信開始日    | 配信時間           | 配信サイト                       | 備考   |
| ------------- | ------------------ | -------------------------------- | ------ |
| 2012年7月3日  | 火曜 23:00 - 23:30 | ニコニコ生放送                   | [ 32 ] |
|               |                    | バンダイチャンネル（月額会員）   | [ 32 ] |
|               | 火曜 23:30 更新    | ニコニコチャンネル               | [ 32 ] |
| 2012年7月4日  | 水曜 12:00 更新    | dアニメストア                    | [ 32 ] |
|               |                    | 楽天ShowTime                     | [ 32 ] |
| 2012年7月8日  | 日曜 21:00 - 21:30 | バンダイチャンネル（無料ライブ） | [ 32 ] |
| 2012年7月9日  | 月曜 12:00 更新    | バンダイチャンネル（有料配信）   | [ 32 ] |
| 2012年7月10日 | 火曜 更新          | あにてれしあたー                 |        |

| 配信開始日    | 配信時間           | 配信サイト         | 備考                                          |
| ------------- | ------------------ | ------------------ | --------------------------------------------- |
| 2015年8月28日 | 金曜 12:00 更新    | dアニメストア      |                                               |
|               |                    | 楽天ShowTime       |                                               |
|               |                    | U-NEXT             |                                               |
|               |                    | アニメ放題         |                                               |
|               | 金曜 20:30 - 21:30 | ニコニコ生放送     | 2回連続で放送 / 2回目は公式コメント付きで放送 |
|               | 金曜 21:00 更新    | ニコニコチャンネル | 1週間無料                                     |
| 2015年9月25日 | 金曜 12:00 更新    | バンダイチャンネル |                                               |

| 配信開始日    | 配信時間                   | 配信サイト         | 備考                                          |
| ------------- | -------------------------- | ------------------ | --------------------------------------------- |
| 2015年9月18日 | 金曜 10:00 更新            | dアニメストア      |                                               |
|               | 金曜 12:00 更新            | 楽天ShowTime       |                                               |
|               |                            | アニメ放題         |                                               |
|               |                            | U-NEXT             |                                               |
|               | 金曜 23:00 - 24:00         | ニコニコ生放送     | 2回連続で放送 / 2回目は公式コメント付きで放送 |
| 2015年9月19日 | 土曜 0:00 更新（金曜深夜） | ニコニコチャンネル | 1週間無料                                     |
| 2015年9月25日 | 金曜 12:00 更新            | バンダイチャンネル |                                               |

| 配信開始日     | 配信時間           | 配信サイト         | 備考                                                  |
| -------------- | ------------------ | ------------------ | ----------------------------------------------------- |
| 2015年10月12日 | 月曜 12:00 更新    | ニコニコチャンネル | 第1話無料、第2話以降1週間無料                         |
|                |                    | dアニメストア      |                                                       |
|                |                    | バンダイチャンネル | 第1話無料、第2話以降有料 有料会員は全話見放題         |
|                |                    | U-NEXT             |                                                       |
|                |                    | アニメ放題         |                                                       |
|                |                    | GYAO!              | 第1話無料、第2話以降有料                              |
|                | 月曜 22:30 - 23:30 | ニコニコ生放送     | 同じ話を2回連続で放送 / 2回目は公式コメント付きで放送 |

## 関連商品

### CD

#### Blu-ray / DVD
テレビアニメ本編を収録したBlu-ray DiscおよびDVDが第1期・第2期・第3期とも全6巻で発売されている。
第1期単巻には、完全初回限定特典として『すぺしゃるさうんどCD』がついているほか、封入特典として、なもり描き下ろしのまんがを収録した特製ブックレット、ごらく部&生徒会ERM、カラーピクチャーレーベルが収録されている。BOXには封入特典として、特製ブックレット全部まとめましたブックレット、ごらく部&生徒会ERM、カラーピクチャーレーベルが収録されている。
第2期単巻には、完全初回限定特典として『すぺしゃるなさうんどCD』がついているほか、封入特典として、ごらく部&生徒会ERMジャケット、ステキピクチャーれーべるが収録されている。BOXには封入特典として、なもり描き下ろしのミニイラストブック、ごらく部&生徒会ERMジャケット、ステキピクチャーれーべるが収録されている。
第3期単巻には、完全初回限定特典として『すぺしゃるなさうんどCD』がついているほか、封入特典として、なもりによる描き下ろし漫画を掲載した『すぺしゃるぶっくれっと』と『すぺしゃるなさうんどCD』が付属する。
2014年7月16日に第1期のBD-BOXが発売され、同年10月15日に第2期のBD-BOXが発売された。2018年3月14日には第3期に加え、OVAと特別編も収録されたBD-BOXが発売。
| 巻数 | 発売日         | 収録内容       | 完全初回限定特典                                                                               | 映像特典 | 規格品番                                   |
| ---- | -------------- | -------------- | ---------------------------------------------------------------------------------------------- | --- | ------------------------------------------ |
| 1    | 2011年9月21日  | 第1話、第2話   | - すぺしゃるさうんどCD - "一緒にお出かけ"ピンコレ第1弾（あかり、ちなつ）                       | - ノンテロップオープニング映像 - 番組宣伝ご当地SPOT - BD&DVD宣伝SPOT「やかまCM」 - 未放送!別予告、かけ合い漫才バージョン                                | PCXG-50121（BD） PCBG-51885（DVD）         |
| 2    | 2011年10月19日 | 第3話、第4話   | - すぺしゃるさうんどCD - "一緒にお出かけ"ピンコレ第2弾（京子、結衣）                           | - ノンテロップエンディング映像 - 番組宣伝ご当地SPOT - BD&DVD宣伝SPOT - 未放送!別予告、かけ合い漫才バージョン                                            | PCXG-50122（BD） PCBG-51886（DVD）         |
| 3    | 2011年11月16日 | 第5話、第6話   | - すぺしゃるさうんどCD - "一緒にお出かけ"ピンコレ第3弾（綾乃、千歳）                           | - ちなつ特製紙芝居 「どうして☆止まらない☆トキメキ☆ ドキドキ☆パラドクス☆エターナル」 完全版 - 番組宣伝ご当地SPOT - 未放送!別予告、かけ合い漫才バージョン | PCXG-50123（BD） PCBG-51887（DVD）         |
| 4    | 2011年12月21日 | 第7話、第8話   | - すぺしゃるさうんどCD - "一緒にお出かけ"ピンコレ第4弾（櫻子、向日葵）                         | - BD&DVD宣伝SPOT「やかまCM第2弾」 - 未放送!別予告、かけ合い漫才バージョン                                                                               | PCXG-50124（BD） PCBG-51888（DVD）         |
| 5    | 2012年1月18日  | 第9話、第10話  | - すぺしゃるさうんどCD - Blu-rayもDVDも入れちゃえばいいじゃん! なもり先生描き下ろし特製収納BOX | - 未放送!別予告、かけ合い漫才バージョン | PCXG-50125（BD） PCBG-51889（DVD）         |
| 6    | 2012年2月15日  | 第11話、第12話 | - すぺしゃるさうんどCD - 「こんなこともあったよね☆」 ごらく部&生徒会思い出のアルバム           | - これが幻の、七森中♪りさいたるCMだ! - 未放送!別予告、かけ合い漫才バージョン                                                                            | PCXG-50126（BD） PCBG-51890（DVD）         |
| BOX  | 2014年7月16日  | 第1話 - 第12話 |                                                                                                | - 上記すべて | PCXG-60054 SCXG-00007（きゃにめ.jp限定版） |

| 巻数 | 発売日         | 収録内容       | 完全初回限定特典 | 映像特典 | 規格品番                                   |
| ---- | -------------- | -------------- | --- | --- | ------------------------------------------ |
| 1    | 2012年9月19日  | 第1話、第2話   | - なもり先生描き下ろし150mmデ缶バッジ×2（あかり、ちなつ） - なもり先生描き下ろしポストカード×2（あかり、ちなつ） - すぺしゃるなさうんどCD その1 「べべべ、べ別に一緒に歌いたいってわけじゃないんだからね!」 - 煩悩を追い払え!アッカリーン108連発 - すぺしゃるなさうんどCD その1用なんちゃってジャケット | - 設定映像集『あかりだらけ』 - 未放送!別予告、かけ合い漫才バージョン - ノンテロップオープニング映像 『いぇす!ゆゆゆ☆ゆるゆり♪♪』 | PCXG-50161（BD） PCBG-52091（DVD）         |
| 2    | 2012年10月17日 | 第3話、第4話   | - なもり先生描き下ろし150mmデ缶バッジ×2（京子、結衣） - なもり先生描き下ろしポストカード×2（京子、結衣） - すぺしゃるなさうんどCD その2 「ごらく部ばっかりずーるーいーっ!!」 - すぺしゃるなさうんどCD その2用なんちゃってジャケット                                                                     | - 設定映像集『京子だらけ』 - 未放送!別予告、かけ合い漫才バージョン - ノンテロップエンディング映像 『100%ちゅ〜学生』             | PCXG-50162（BD） PCBG-52092（DVD）         |
| 3    | 2012年11月21日 | 第5話、第6話   | - なもり先生描き下ろし150mmデ缶バッジ×2（綾乃、千歳） - なもり先生描き下ろしポストカード×2（綾乃、千歳） - すぺしゃるなさうんどCD その3 「ウチらも歌いたいなぁ、綾乃ちゃん?」 - すぺしゃるなさうんどCD その3用なんちゃってジャケット                                                                    | - 設定映像集『結衣だらけ』 - 未放送!別予告、かけ合い漫才バージョン - ミラクるんすぺしゃるオープニング                            | PCXG-50163（BD） PCBG-52093（DVD）         |
| 4    | 2012年12月19日 | 第7話、第8話   | - なもり先生描き下ろし150mmデ缶バッジ×2（櫻子、向日葵） - なもり先生描き下ろしポストカード×2（櫻子、向日葵） - すぺしゃるなさうんどCD その4 「ゆっ、結衣先輩、幸せですぅ〜!」 - すぺしゃるなさうんどCD その4用なんちゃってジャケット                                                                    | - 設定映像集『ちなつだらけ』 - 未放送!別予告、かけ合い漫才バージョン - ちなつ画伯のらぶらぶエンディング                          | PCXG-50164（BD） PCBG-52094（DVD）         |
| 5    | 2013年1月16日  | 第9話、第10話  | - なもり先生描き下ろしすぺしゃる収納BOX - すぺしゃるなさうんどCD その5 「七森中♪うたがっせんの感動をもう1度!」 - すぺしゃるなさうんどCD その5用なんちゃってジャケット | - 設定映像集『綾乃&千歳だらけ』 - 未放送!別予告、かけ合い漫才バージョン                                                          | PCXG-50165（BD） PCBG-52095（DVD）         |
| 6    | 2013年2月20日  | 第11話、第12話 | - 「こんなこともあったよね☆」ごらく部&生徒会思いでアルバムR - すぺしゃるなさうんどCD その6 「みんな大好きだよ!」 - すぺしゃるなさうんどCD その6用なんちゃってジャケット | - 設定映像集『櫻子&向日葵だらけ』 - 未放送!別予告、かけ合い漫才バージョン                                                        | PCXG-50166（BD） PCBG-52096（DVD）         |
| BOX  | 2014年10月15日 | 第1話 - 第12話 | | - 上記すべて | PCXG-60055 SCXG-00008（きゃにめ.jp限定版） |

| 巻数 | 発売日        | 収録内容 | 完全初回限定特典 | 映像特典 | 規格品番                           |
| ---- | ------------- | -------- | --- | --- | ---------------------------------- |
| 1    | 2015年2月18日 | OVA      | - 劇場にあったよね!スタンディ復刻版 - なちゅやちゅみ!ブックレット - すぺしゃるさうんどCD OSTぜ〜んぶ入り - 三方背ケース | - ノンテロップオープニング映像 - ノンテロップエンディング映像 - 劇場特報 - 劇場予告 - Blu-ray&DVD CM - 七森中☆ごらく部によるコメンタリー | PCXG-50178（BD） PCBG-52299（DVD） |

| 巻数 | 発売日         | 収録内容     | 完全初回限定特典                                                                                                  | 映像特典 | 規格品番                           |
| ---- | -------------- | ------------ | --- | --- | ---------------------------------- |
| 1    | 2015年11月18日 | 第1話、第2話 | - 原作者：なもり描き下ろし漫画掲載 すぺしゃるぶっくれっと - すぺしゃるなさうんどCD その1「私たちだって歌うわよ!」 | - 「七森中☆ごらく部」によるワイワイ!オーディオコメンタリー - 次回予告 ゆるゆり なちゅやちゅみ!＋ ＋1 - 次回予告 ゆるゆり なちゅやちゅみ!＋ ＋2 - ノンテロップオープニング映像 - ノンテロップエンディング映像 ＋1 - ノンテロップエンディング映像 ＋2 - 「ゆるゆり なちゅやちゅみ!＋」PV - Blu-ray&DVD CM | PCXG-50180（BD） PCBG-52444（DVD） |

| 巻数 | 発売日         | 収録内容                                 | 完全初回限定特典 | 映像特典 | 規格品番                                                  |
| ---- | -------------- | ---------------------------------------- | --- | --- | --------------------------------------------------------- |
| 1    | 2015年12月16日 | 第1話、第2話                             | - 原作者：なもり描き下ろし漫画掲載 すぺしゃるぶっくれっと - すぺしゃるなさうんどCD その2「わたしたちはごらく部です!」                                        | - 「七森中☆ごらく部」によるワイワイ!オーディオコメンタリー - 「ゆるゆり さん☆ハイ!」PV                                                                                             | PCXG-50501（BD） PCBG-52861（DVD）                        |
| 2    | 2016年1月20日  | 第3話、第4話                             | - 原作者：なもり描き下ろし漫画掲載 すぺしゃるぶっくれっと - すぺしゃるなさうんどCD その3「生徒会だってうたってみたいー!」                                    | - 「七森中☆ごらく部」によるワイワイ!オーディオコメンタリー - 「ゆるゆり さん☆ハイ!」ノンテロップオープニング                                                                       | PCXG-50502（BD） PCBG-52862（DVD）                        |
| 3    | 2016年2月17日  | 第5話、第6話                             | - 原作者：なもり描き下ろし漫画掲載 すぺしゃるぶっくれっと - すぺしゃるなさうんどCD その4「わたしたちだって負けていられませんわ!」                            | - 「七森中☆ごらく部」によるワイワイ!オーディオコメンタリー - 「ゆるゆり さん☆ハイ!」ノンテロップエンディング                                                                       | PCXG-50503（BD） PCBG-52863（DVD）                        |
| 4    | 2016年3月16日  | 第7話、第8話                             | - 原作者：なもり描き下ろし漫画掲載 すぺしゃるぶっくれっと - すぺしゃるなさうんどCD その5「千歳、いつもありがと / ありがとう、綾乃ちゃん」                    | - 「七森中☆ごらく部」によるワイワイ!オーディオコメンタリー - 「ゆるゆり さん☆ハイ!」番組予告                                                                                       | PCXG-50504（BD） PCBG-52864（DVD）                        |
| 5    | 2016年4月20日  | 第9話、第10話                            | - 原作者：なもり描き下ろし漫画掲載 すぺしゃるぶっくれっと - すぺしゃるなさうんどCD その6「ゆるゆり さん☆ハイ! ゲキっ!ばぁぁぁぁん♪〜ORIGINAL SOUND TRACK〜」 | - 「七森中☆ごらく部」によるワイワイ!オーディオコメンタリー - 「ゆるゆり さん☆ハイ!」CM集                                                                                           | PCXG-50505（BD） PCBG-52865（DVD）                        |
| 6    | 2016年5月18日  | 第11話、第12話                           | - ねんどろいど 吉川ちなつ（限定版BDに付属） - 原作者：なもり描き下ろし漫画掲載 すぺしゃるぶっくれっと - すぺしゃるなさうんどCD その7「みんなでうたおう!」    | - 「七森中☆ごらく部」によるワイワイ!オーディオコメンタリー - 「ゆるゆり さん☆ハイ!」第12話 テレビ未放送クロスレビュー映像 - 「ゆるゆり さん☆ハイ!」第12話 ノンテロップエンディング | PCXG-50507（限定版BD） PCXG-50506（BD） PCBG-52866（DVD） |
| BOX  | 2018年3月14日  | 第1話 - 第12話、OVA、特別編第1話 - 第2話 | | | PCXG-60097                                                |

##### すぺしゃるさうんどCD（第1期）
| 巻数 | 収録内容 |
| ---- | --- |
| 1    | - せ、生徒会だって歌っちゃうんだから!『ゆりゆららららゆるゆり大事件』生徒会ばーじょん（TVサイズ） - ミニドラマゆるゆり劇場『あかりとあかね 二人はシスター』 |
| 2    | - ごらく部&生徒会、うたじまんしりーず第1弾 - 『ゆりゆららららゆるゆり大事件』（TVサイズ）歳納京子（CV：大坪由佳） - 『ゆりゆららららゆるゆり大事件』（TVサイズ）杉浦綾乃（CV：藤田咲） - ミニドラマゆるゆり劇場『京子と綾乃 体育倉庫で二人きり』                   |
| 3    | - ごらく部&生徒会、うたじまんしりーず第2弾 - 『ゆりゆららららゆるゆり大事件』（TVサイズ）船見結衣（CV：津田美波） - 『ゆりゆららららゆるゆり大事件』（TVサイズ）池田千歳（CV：豊崎愛生） - ミニドラマゆるゆり劇場『結衣とちなつ 届け、愛の熱視線』                 |
| 4    | - ごらく部&生徒会、うたじまんしりーず第3弾 - 『ゆりゆららららゆるゆり大事件』（TVサイズ）赤座あかり（CV：三上枝織） - 『ゆりゆららららゆるゆり大事件』（TVサイズ）大室櫻子（CV：加藤英美里） - ミニドラマゆるゆり劇場『ちなつと京子と結衣 ぷりんプリンプリン物語』 |
| 5    | - ごらく部&生徒会、うたじまんしりーず第4弾 - 『ゆりゆららららゆるゆり大事件』（TVサイズ）吉川ちなつ（CV：大久保瑠美） - 『ゆりゆららららゆるゆり大事件』（TVサイズ）古谷向日葵（CV：三森すずこ） - ミニドラマゆるゆり劇場『綾乃と千歳 愛の猛特訓』                 |
| 6    | - ちょっとだけ先に聞いちゃう?七森中♪りさいたるお試しバージョン - ミニドラマゆるゆり劇場『櫻子と向日葵 お嬢様修行』 |

#### すぺしゃるなさうんどCD（第2期）
| 巻数 | タイトル                                                | 収録内容 |
| ---- | ------------------------------------------------------- | --- |
| 1    | べべべ、べ別に一緒に歌いたいってわけじゃないんだからね! | - Miracle Duet 歌：歳納京子（CV：大坪由佳）&杉浦綾乃（CV：藤田咲） - この曲な〜んだ?O.S.T - てやんでぃ どけどけ!! - みかしーねた! - 一歩一歩 一緒一歩 - 誰のかお楽しみジングル3曲 - 赤座あかり（ゆるゆり） - 吉川ちなつ（ゆるゆり） - 魔女っ娘ミラクるん（ゆるゆり♪♪） |
| 2    | ごらく部ばっかりずーるーいーっ!!                        | - いぇす!ゆゆゆ☆ゆるゆり♪♪ 歌：七森中☆生徒会! - この曲な〜んだ?O.S.T - なるほどね。 - ＼あかりハジマタ／ - まんじゅう、うまいぞ? - 誰のかお楽しみジングル3曲 - 歳納京子（ゆるゆり） - 船見結衣（ゆるゆり） - 杉浦綾乃（ゆるゆり♪♪） |
| 3    | ウチらも歌いたいなぁ、綾乃ちゃん?                       | - 100%ちゅ〜学生 歌：七森中☆生徒会! - この曲な〜んだ?O.S.T - 私の心にいる…貴女は誰なの - あかりんぼー - いちふじ にたか さん京子! - 誰のかお楽しみジングル3曲 - 杉浦綾乃（ゆるゆり） - 池田千歳（ゆるゆり） - 赤座あかり（ゆるゆり♪♪） |
| 4    | ゆっ、結衣先輩、幸せですぅ〜!                           | - ガールズパワーで 歌：船見結衣（CV：津田美波）&吉川ちなつ（CV：大久保瑠美） - この曲な〜んだ?O.S.T - 三羽（一羽アッかんこ） - おっぱいドリブルぼいんぼいん - G.N.B〜それは動く球体〜 - 誰のかお楽しみジングル3曲 - 大室櫻子（ゆるゆり） - 古谷向日葵（ゆるゆり） - 吉川ちなつ（ゆるゆり♪♪） |
| 5    | 七森中♪うたがっせんの感動をもう1度!                     | - 『マイペースでいきましょう』豪華版! 歌：赤座あかり（CV：三上枝織）、歳納京子（CV：大坪由佳）、 船見結衣（CV：津田美波）、吉川ちなつ（CV：大久保瑠美）、 杉浦綾乃（CV：藤田咲）、大室櫻子（CV：加藤英美里）、古谷向日葵（CV：三森すずこ）、 ミラクるん（CV：竹達彩奈）、池田千鶴（CV：倉口桃） - 姉さんのシアワセ わたしのシアワセ 歌：池田千鶴（CV：倉口桃） - この曲な〜んだ?O.S.T - お茶の時間です - ぎゃああああ - ゆるゆり ふぁみり〜 - 誰のかお楽しみジングル3曲 - 船見結衣（ゆるゆり♪♪） - 大室櫻子（ゆるゆり♪♪） - 池田千歳（ゆるゆり♪♪） |
| 6    | みんな大好きだよ!                                       | - みんなだいすきのうた 歌：赤座あかり（CV：三上枝織） - この曲な〜んだ?O.S.T - レジェントオブガンボー with ミラクるん 〜ミソキャベツの行方〜 - 赤座さん おつかれさま - ゆり日和 - 誰のかお楽しみジングル3曲 - 歳納京子（ゆるゆり♪♪） - 古谷向日葵（ゆるゆり♪♪） - 魔女っ娘ミラクるん（ゆるゆり） |

#### 書籍
- 『TVアニメ ゆるゆり公式ファンブック』 一迅社、2011年12月5日初版発行（11月28日発売）、ISBN 978-4-7580-1248-5
- 『TVアニメ ゆるゆり アッカリ〜ン原画集』 一迅社、2012年7月6日発売、ASIN B008CN71ZY
- 『TVアニメ ゆるゆり♪♪公式ファンブック 七森中メモリアル』 一迅社、2012年12月1日初版発行（11月27日発売）、ISBN 978-4-7580-1295-9
- 『TVアニメ ゆるゆり イラストレーションズ』 一迅社、2013年7月26日発売、ISBN 978-4-7580-1329-1
- 『TVアニメ ゆるゆり さん☆ハイ！公式ファンブック』 一迅社、2016年3月5日初版発行（2月27日発売）、ISBN 978-4-7580-1488-5

## ロケーション協力
『ゆるゆり なちゅやちゅみ！』のエンディング・スタッフロールにて、以下の箇所においてクレジットされている。クレジットにおける個人名は明記しない。
- 富山県ロケーションオフィス
- 高岡市観光協会
- 南砺市観光協会
- 珈琲 らんぶる
- 閑乗寺公園キャンプ場
- 八百屋おぐら
- いなみ木彫りの里 創遊館
- となみ乳業協業組合（まると牛乳）
- 加越能バス株式会社 砺波営業所
- 高岡マンテンホテル駅前

| テレビ東京 火曜2:00 - 2:30（月曜深夜） | テレビ東京 火曜2:00 - 2:30（月曜深夜） | テレビ東京 火曜2:00 - 2:30（月曜深夜） |
| 前番組                                 | 番組名                                 | 次番組                                 |
| -------------------------------------- | -------------------------------------- | -------------------------------------- |
| 戦国乙女 〜桃色パラドックス〜          | ゆるゆり                               | 侵略!?イカ娘                           |
| 這いよれ! ニャル子さん                 | ゆるゆり♪♪                             | 神様はじめました （2:05 - ）           |
| テレビ東京 火曜2:05 - 2:35（月曜深夜） |                                        |                                        |
| のんのんびより りぴーと                | ゆるゆり さん☆ハイ!                    | 蒼の彼方のフォーリズム                 |

## Webアニメ
2019年9月25日よりYouTubeにてミニアニメ『みにゆり』が配信。全4話。

### スタッフ（みにゆり）
- 原作 - なもり
- 監督 - 宮嶋星矢
- シリーズ構成 - タカヒロ
- コンテ - 宮嶋星矢、森井ケンシロウ、衣谷ソーシ
- キャラクターデザイン - 宮嶋星矢
- 総作画監督 - 衣谷ソーシ
- 編集 - DMM.futureworks
- 音楽 - ポニーキャニオン
- 音響監督 - えびなやすのり
- アニメーションプロデューサー - 内海洋
- アニメーション制作 - DMM.futureworks/ダブトゥーンスタジオ
- 製作 - 七森中ごらく部

### 各話リスト（みにゆり）
| 話数  | サブタイトル           | 配信日         |
| ----- | ---------------------- | -------------- |
| 第1話 | はじめてのゆるゆり入門 | 2019年 9月25日 |
| 第2話 | ゆりTuber              | 10月2日        |
| 第3話 | ゆるゆりんぴっく       | 10月10日       |
| 第4話 | ゆるゆり殺人事件       | 10月16日       |

## 劇場アニメ『大室家』
スピンオフ漫画『大室家』を原作とした劇場アニメの第1作が2024年2月2日、第2作が同年6月21日に公開された。タイトルは第1作が『大室家 dear sisters』、第2作が『大室家 dear friends』。
シリーズ5年ぶりとなるアニメ化の本作は、長らく制作委員会の筆頭だったポニーキャニオンが外れるなど原作サイドと主要キャスト以外のスタッフがほぼ一新された。
2024年12月15日にCS局でテレビ初放送。

### 登場人物
- 大室 櫻子（おおむろ さくらこ）- 声：加藤英美里
- 大室 撫子（おおむろ なでしこ）- 声：斎藤千和
- 大室 花子（おおむろ はなこ）- 声：日高里菜
- 古谷 向日葵（ふるたに ひまわり）- 声：三森すずこ
- 園川 めぐみ（そのかわ めぐみ）- 声：上坂すみれ
- 三輪 藍（みわ あい）- 声：東山奈央
- 八重野 美穂（やえの みほ）- 声：悠木碧
- 小川 こころ（おがわ こころ）- 声：倉知玲鳳
- 相馬 未来（そうま みらい）- 声：伊藤彩沙
- 高崎 みさき（たかさき みさき）- 声：古賀葵
- 赤座 あかり（あかざ あかり）、歳納 京子（としのう きょうこ）、船見 結衣（ふなみ ゆい）、吉川 ちなつ（よしかわ ちなつ） - 声：三上枝織、大坪由佳、津田美波、大久保瑠美

ごらく部の4人は第1作の冒頭に声と遠景で、第2作のラストに遠景のみで登場するほか、第1作の教室のシーンであかりとちなつが1カットのみ登場している。
- 古谷 楓（ふるたに かえで）

第1作に1カットのみ登場するが、セリフはない。
- 大室母 - 声：豊口めぐみ

大室三姉妹の母親で本名は不明。第1作にはメッセンジャーアプリの文面のみ、第2作には首から下のみ登場する。

### スタッフ
- 原作 - なもり[38]
- 監督・コンテ - 龍輪直征[38]
- 助監督 - 岩崎安利[40]
- シリーズ構成・脚本 - 横谷昌宏[38]
- キャラクターデザイン・総作画監督 - 植田和幸[38]
- 編集 - 瀧川三智[40]
- 美術監督 - 緒続学[40]
- 色彩設計 - 小松亜理沙[40]
- 撮影監督 - 浅川茂輝[40]
- 音響監督 - ひらさわひさよし[40]
- 音響制作 - Cloud22(dear sisters)、ハヤブサフィルム(dear friends) [40]
- 音楽 - 白戸佑輔[38]
- 音楽制作 - ランティス[38]
- アニメーション制作 - パッショーネ、スタジオリングス[38]
- 製作 - 「大室家」製作委員会（バンダイナムコフィルムワークス、博報堂DYミュージック&ピクチャーズ、一迅社、バンダイナムコミュージックライブ）[38]
- 配給 - ショウゲート[38]

### 主題歌
「My Dear SiSTARS!」
大室櫻子（加藤英美里）、大室撫子（斎藤千和）、大室花子（日高里菜）による第1作及び第2作オープニング主題歌。作詞は5u5h1、作曲・編曲は本田正樹。
「大げさに愛と呼ぶんだ」
大室花子（日高里菜）、小川こころ（倉知玲鳳）、相馬未来（伊藤彩沙）、高崎みさき（古賀葵）による第1作エンディング主題歌。作詞・作曲・編曲は本田正樹。
「My Sunny Side!」
大室櫻子（加藤英美里）、大室撫子（斎藤千和）、大室花子（日高里菜）による第2作挿入歌。作詞・作曲・編曲とも5u5h1。
「パッチワーク・エトセトラ!」
大室撫子（斎藤千和）、園川めぐみ（上坂すみれ）、三輪藍（東山奈央）、八重野美穂（悠木碧）による第2作エンディング主題歌。作詞は新谷風太、作曲・編曲はKijibato(Dream Monster)。

### CD
- 『大室家 dear sisters』主題歌「My Dear SiSTARS! / 大げさに愛と呼ぶんだ」（初回限定盤：LACA-35082／通常盤：LACA-25082）[41]

2024年2月7日にバンダイナムコミュージックライブ（ランティスレーベル）より発売。初回限定盤はLPサイズ紙ジャケット仕様で、通常盤の楽曲に加えて各キャラのソロミックスを収録。
- 『大室家 dear friends』主題歌「My Sunny Side! / パッチワーク・エトセトラ!」（初回限定盤：LACA-35111～2／通常盤：LACA-25111）[42]

2024年9月4日にバンダイナムコミュージックライブ（ランティスレーベル）より発売。初回限定盤はLPサイズ紙ジャケット仕様で、通常盤の楽曲に加えて各キャラのソロミックスを収録。さらに全劇伴を収録したサウンドトラックCDが同梱。

### Blu-ray
- 『大室家 dear sisters』Blu-ray（特装限定版：BCXA-1899）[43]

2024年5月29日にバンダイナムコフィルムワークスより発売。オリジナルオーディオドラマ、キャストトークを収録したスペシャルCDが特典として同梱。
- 『大室家 dear friends』Blu-ray（特装限定版：BCXA-1900）[44]

2024年11月27日にバンダイナムコフィルムワークスより発売。オリジナルオーディオドラマ等を収録したスペシャルCDが特典として同梱。

### webラジオ『大室家living』
公式webラジオ『大室家living』がYouTubeにて2023年11月より2024年6月に渡って全8回で配信された。パーソナリティは大室櫻子役の加藤英美里。
| No. | ゲスト                     | 配信日         |
| --- | -------------------------- | -------------- |
| 1   | 斎藤千和、日高里菜         | 2023年11月24日 |
| 2   | 倉知玲鳳、伊藤彩沙、古賀葵 | 2023年12月17日 |
| 3   | 三森すずこ                 | 2024年1月20日  |
| 4   | 上坂すみれ                 | 2024年2月24日  |
| 5   | 斎藤千和、日高里菜         | 2024年3月30日  |
| 6   | 悠木碧                     | 2024年4月30日  |
| 7   | 三森すずこ                 | 2024年5月29日  |
| 8   | 斎藤千和、日高里菜         | 2024年6月30日  |

### オリジナルオーディオドラマ
第1作・第2作とも本編の劇場公開に合わせてオリジナルオーディオドラマが期間限定でweb配信され、公開第1週目の劇場入場者特典として配布されたカード（3種のうちランダム）に記されたシリアルコードを特設サイトで入力することで聴取できた。脚本担当は横谷昌宏と丸山夏奈で、内容は書き下ろしの完全オリジナルである。公開第2週目の入場者特典としては各オーディオドラマを元にした描き下ろしポストカードが配布され、新しい作画スタッフにより描かれたごらく部や生徒会メンバーを見ることができた。
また第1作・第2作とも、Blu-rayソフトの特装限定版に同梱のスペシャルCDには、原作漫画を基にしたオーディオドラマが収録された。脚本はいずれも丸山夏奈が担当。
| タイトル                               | 登場キャラクター（声の出演） | 脚本     |
| -------------------------------------- | --- | -------- |
| 櫻子編「肝試しはカレーの香り」         | 大室櫻子（加藤英美里）、古谷向日葵（三森すずこ）、赤座あかり（三上枝織）、歳納京子（大坪由佳）、船見結衣（津田美波）、吉川ちなつ（大久保瑠美） | 横谷昌宏 |
| 撫子編「醒めないサマー・メモリーズ」   | 大室撫子（斎藤千和）、園川めぐみ（上坂すみれ）、三輪藍（東山奈央）、八重野美穂（悠木碧）                                                       | 丸山夏奈 |
| 花子編「虫捕り対決はおうどんのあとで」 | 大室花子（日高里菜）、小川こころ（倉知玲鳳）、相馬未来（伊藤彩沙）、高崎みさき（古賀葵）                                                       | 横谷昌宏 |

| タイトル                                                   | 登場キャラクター（声の出演） | 原作における出典（話数） |
| ---------------------------------------------------------- | --- | ------------------------ |
| 姉妹編「ライバル」「せつでん」「夏休みの宿題」             | 大室櫻子（加藤英美里）、大室撫子（斎藤千和）、大室花子（日高里菜）、高崎みさき（古賀葵）、古谷向日葵（三森すずこ）                         | 39、37、48               |
| 小学生編「おうちに行きたい」「ある日の帰り道」「秘密基地」 | 大室櫻子（加藤英美里）、大室花子（日高里菜）、小川こころ（倉知玲鳳）、相馬未来（伊藤彩沙）、高崎みさき（古賀葵）、古谷向日葵（三森すずこ） | 54、25、34               |

| タイトル                         | 登場キャラクター（声の出演）                                                               | 脚本     |
| -------------------------------- | ------------------------------------------------------------------------------------------ | -------- |
| 櫻子編「愛と哀しみの雪合戦」     | 大室櫻子（加藤英美里）、古谷向日葵（三森すずこ）、杉浦綾乃（藤田咲）、池田千歳（豊崎愛生） | 横谷昌宏 |
| 撫子編「クリスマスのはじまり」   | 大室撫子（斎藤千和）、園川めぐみ（上坂すみれ）、三輪藍（東山奈央）、八重野美穂（悠木碧）   | 丸山夏奈 |
| 花子編「ひみつのお星さま大冒険」 | 大室花子（日高里菜）、小川こころ（倉知玲鳳）、相馬未来（伊藤彩沙）、高崎みさき（古賀葵）   | 丸山夏奈 |

| タイトル                                               | 登場キャラクター（声の出演）                                                             | 原作における出典（話数） |
| ------------------------------------------------------ | ---------------------------------------------------------------------------------------- | ------------------------ |
| 続・姉妹編「徳を積む」「ホットケーキ」                 | 大室櫻子（加藤英美里）、大室撫子（斎藤千和）、大室花子（日高里菜）                       | 65、42 、43              |
| 高校生編「カフェ巡り」「バイト探し」「温泉に行きたい」 | 大室撫子（斎藤千和）、園川めぐみ（上坂すみれ）、三輪藍（東山奈央）、八重野美穂（悠木碧） | 16、19、33               |

## ラジオ『ゆりゆららららゆるゆり放送室』
『ゆりゆららららゆるゆり放送室』は、ラジオ大阪（1314 V-STATION）にて2011年7月1日から2016年6月24日まで、放送されたラジオ番組。毎週金曜日22:30 - 23:00放送。全261回。
HiBiKi Radio Station（第15回から第261回）および音泉（第54回から第261回）にて、最新回が1週間配信された。2011年9月30日配信の第14回までは、ニコニコチャンネル（ゆるゆりTV）にて、配信されていた。更新は毎週金曜日22:30。
ニコニコ生放送『ゆるゆりTV』にて、第4回から第26回まで（2011年7月14日 - 12月15日、隔週木曜 18:00 - 19:00）の偶数回放送分、第82回から第88回まで（2013年1月10日 - 2月21日、隔週木曜 18:00 - 19:00）の偶数回放送分において生公開録音が配信されていた。また、第228回から（2015年10月29日 - 、隔週木曜 21:00 - 22:00）の偶数回放送分の生公開録音が配信された。
2016年3月27日に発表された第2回アニラジアワードにて「BEST CREATIVE RADIO 企画ラジオ賞（一般枠）」を受賞した。
レギュラー放送終了後、番組開始6周年にあたる2017年7月1日の17:00 - 17:30に、ラジオ大阪にて特別番組『ゆりゆららららゆるゆり放送室 とくばんだよ』が放送された。この特番の完全版が、同年8月に開催されるコミックマーケット92のラジオ大阪ブースで発売される。
ラジオ『ゆりゆららららゆるゆり放送室』およびアニメ『ゆるゆり』放送10周年、「七森中☆ごらく部」結成10周年を記念して、特別番組『ゆりゆららららゆるゆり放送室 ゆるゆると10周年とくばん!』が、2021年7月2日にラジオ大阪とインターネットネットラジオステーション・音泉にて放送・配信された。また、上記の特別番組のトークフルサイズバージョンと新規録り下ろしパートを収録した『ラジオCD ゆりゆららららゆるゆり放送室 ゆるゆると10周年とくばん!』が2021年10月30日に発売されている。

### 出演者

#### パーソナリティ
- 三上枝織
- 大坪由佳
- 津田美波（第3回は欠席）
- 大久保瑠美（第84・85回は欠席）

#### ゲスト
- 藤田咲（第3・86・87回）
- 竹達彩奈（第7回）
- 三森すずこ（第9回）
- 加藤英美里（第13回）
- 豊崎愛生（第34回）

### コーナー
- （A） 話題ボックス - ごらく部メンバーに盛り上がってほしいお題を募集して、それをもとに話を広げる。ボックスからお題を引くときは大抵即興芝居をさせられる。大坪が進行。
- （A） ゆるゆると"今後を考えよう"の会 - クオーテーションマークの中身が毎回かわる。この場合は「番組の今後を考える」であるがその時その時でやることが変わるフリーなコーナー。大久保が進行。
- （B） 声に出して読みたいゆるゆり - 原作コミックのゆるゆりを朗読するコーナー。
- （B） ゆるゆり劇場 - 百合なアドリブの寸劇を行うが、必ず言わねばならない台詞が「めだちたがーるBOX」にはいっていて、それを引き、全員が言い終わった時点で終了。その台詞とシチュエーションはリスナーから募集。津田が進行。
- （B） ゆるゆりご新規さん☆ハイ！ - 最近ゆるゆりを知ったご新規さんからはゆるゆりに関する質問を、新規ではない人からは、ご新規さんに紹介したいゆるゆり用語の概説を募集するコーナー。三上が進行。

上記は週替わりで交代する。（A）は番組前半、（B）は番組後半で行われ、その間に番組からのお知らせが入る。その他全体の進行は三上が務める。

### ラジオCD
「七森中☆ごらく部#ラジオCD」を参照。
| ラジオ大阪 毎週金曜 23:00 - 23:30                                   | ラジオ大阪 毎週金曜 23:00 - 23:30                              | ラジオ大阪 毎週金曜 23:00 - 23:30                                      |
| 前番組                                                              | 番組名                                                         | 次番組                                                                 |
| ------------------------------------------------------------------- | -------------------------------------------------------------- | ---------------------------------------------------------------------- |
| 中野愛子カメリアの瞳 （2011年5月6日 - 6月24日）                     | ゆりゆららららゆるゆり放送室 （2011年7月1日 - 2013年12月27日） | いなり、こんこん、恋らじお。 （2014年1月3日 - 3月28日） ※23:00 - 23:25 |
| ラジオ大阪 毎週金曜 22:30 - 23:00                                   |                                                                |                                                                        |
| めっちゃすきやねん （2013年4月5日 - 12月27日） ※23:25に移動して継続 | ゆりゆららららゆるゆり放送室 （2014年1月3日 - 2016年6月24日）  | 美男高校地球防衛部 LOVE!LOVE! ☆Radio☆The☆VEPPer☆ （2016年7月1日 - ）   |

## 七森中☆ごらく部
ごらく部の担当声優4人（三上枝織、大坪由佳、津田美波、大久保瑠美）が『七森中☆ごらく部』として、テレビ、雑誌など各メディアに登場している。

## イベント

### ライブイベント
七森中♪りさいたる
2011年10月30日に横浜BLITZにて開催された。主要担当声優9人が出演。本イベントを収録したBD&DVDが2012年3月14日に発売された。
七森中♪うたがっせん
2012年6月17日にパシフィコ横浜国立大ホールにて開催された。前回のイベント出演者のうち、池田千歳役の豊崎愛生を除いた8人と、シークレットで池田千鶴役の倉口桃が出演した。
七森中♪ふぇすてぃばる
2013年2月24日にパシフィコ横浜国立大ホールにて開催された。主要担当声優9人と、シークレットで池田千鶴役の倉口桃が出演した。
夏だ！まつりだ!!!全員集合└(б∇б)┘ごらく部☆なちゅまつり
2013年7月7日に中野サンプラザで、7月21日にNHK大阪ホールでそれぞれ開催。七森中♪ふぇすてぃばるで発表された。
七森中☆さみっと
2014年6月22日に五反田ゆうぽうとホールにて開催された。七森中☆ごらく部の4人が出演。
七森中♪やがいふぇす
2015年6月6日に日比谷野外音楽堂（大音楽堂）にて開催された。事前発表のごらく部4人に加え、シークレットで生徒会メンバーの声優4人も出演した。
七森中♪がくえんさい
2016年1月24日にAiiA 2.5 Theater Tokyoにて開催された。七森中☆ごらく部の4人が出演。
七森中♪はっぴ〜ぱ〜てぃ〜
2016年3月20日に豊洲PITにて開催された。ごらく部のほか、生徒会のメンバーも出演。
七森中♪はっぴ〜ば〜すで〜
2018年4月22日に山野ホールにて2部制で開催された。トーク&ミニライブ。
七森中♪あにば〜さり〜
2019年3月3日に中野サンプラザにて開催。トーク&ライブ。ごらく部のほか、生徒会のメンバー も出演。

### 体感型ゲームイベント
ゆるゆり♪♪×PKシアター「体感型学園RPG探して☆サマー大事件」
2012年8月18日・8月19日に、としまえんにて本作品の体感型ゲームイベントとして開催された。参加者が実際に七森中の生徒となり、謎を解き、アイテムを駆使しながら様々なミッションに挑戦し、ごらく部のみんなの落し物を探して進めていくゲーム。